# Dauersberger Mühle
Die Dauersberger Mühle bei Elben ist eine ehemalige Walzenmühle am Rande des Westerwalds zum Siegerland. Sie liegt zwischen Elben und Dauersberg am Elbbach.
Die Dauersberger Mühle, ehemals die Tursbergsche Mühle genannt, verfügt über zwei Walzenstühle, mit Reinigung- und Schrotgang. Die Mühlentechnik ist nach Aufgabe des Mühlenbetriebs noch voll funktionstüchtig. Der Turbinenantrieb wird zur Stromerzeugung mit Wasserkraft verwendet. Die seit 150 Jahren in Familienbesitz befindliche Mühle ist heute ein landwirtschaftlicher Betrieb mit Gastronomie.